# Thalictrum fargesii
Thalictrum fargesii là một loài thực vật có hoa trong họ Mao lương. Loài này được Franch. ex Finet & Gagnep. miêu tả khoa học đầu tiên năm 1903.